# Giacomo Galanda
Giacomo "Jack" Galanda (Údine, 30 de janeiro de 1975) é um basquetebolista profissional italiano que atualmente está aposentado.
O Jogador que possui 2,10 m e 110 kg atuava como Pivô e Ala-pivô. Jogando pela Seleção Italiana de Basquetebol conquistou a Medalha de Prata nos Jogos Olímpicos de Verão de 2004 em Atenas e as Medalhas de Ouro, Prata e Bronze no EuroBasket (França 1999, Espanha 1997 e Suécia 2003 respectivamente).